# Pygoscelis
Do rodu Pygoscelis se řádí tři žijící zástupci, jež obývají polární pás jižní polokoule. Rozmnožují se na nejstudenějším místě naší planety – v Antarktidě, kde se pohybují teploty vysoko pod nulou (až -30 °C). Jsou to tučňáci jednoduchého černobílého zbarvení připomínající frak. Disponují však poměrně dlouhým kartáčovým ocasem. Tučňák kroužkový a uzdičkový patří mezi nejhojnější druhy, a tučňák oslí je považován za nejrychlejšího plavce.
Mitochondriální a jaderná DNA naznačují, že se tento rod samostatně oddělil asi před 38 miliony let, dva miliony let po předcích rodu Aptenodytes (zahrnující druhy; tučňák císařský a tučňák patagonský), jež je bazální větví celého řádu Sphenisciformes (tučňáci).
Tučňáci tohoto rodu nejsou prozatím významně ohroženi, přesto jsou mezinárodně chráněni. Pro vědce jsou tito ptáci velice důležití; učí se pochopit, jak v takovém prostředí mohou plnohodnotně žít a rozmnožovat se, a kupříkladu tak vynalézt nové technologie využitelné pro člověka. Z ekonomického hlediska jsou pak tučňáci dobrými ukazateli změn na naší planetě. Jejich chování a přizpůsobení se novým podmínkám napomáhá pochopit situaci, v které se naše Země nachází. Ačkoli jsou tučňáci poměrně citlivý na změnu svého prostředí, instinktivní chování jim napomohlo přežít milióny let, a to naskrz různým změnám svého biotopu.
Biologie – jsou to koloniální ptáci, hnízdící až v statisícech párech. Většinou část svého života tráví na moři, daleko od svého hnízdiště, na které se vrací zpravidla jednou za rok pouze v období rozmnožování, jež mají poměrně krátkodobé – trvající obvykle tři až čtyři měsíce. Samice snášejí zpravidla dvě vejce a pár úspěšně odchovává až dva potomky (v závislosti na podmínkách).
Možné hrozby – mezi nejaktuálnější patří; nekorigovaný rybolov, rozmach turismu nebo případná průmyslová aktivita (především v Antarktidě).

## Druhy
- Tučňák kroužkový (Pygoscelis adeliae)
- Tučňák uzdičkový (Pygoscelis antarctica)
- Tučňák oslí (Pygoscelis papua)

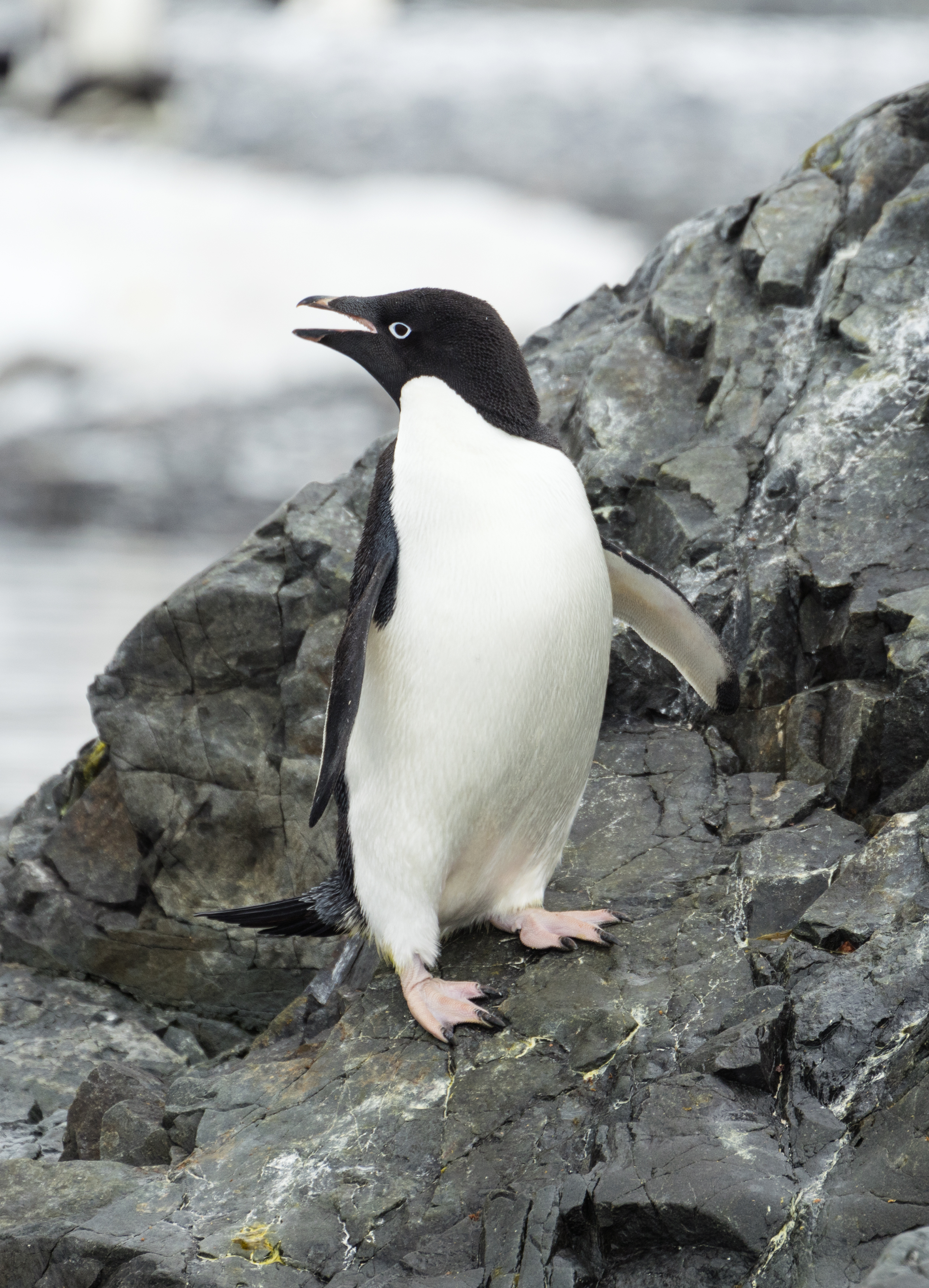
Tučňák kroužkový
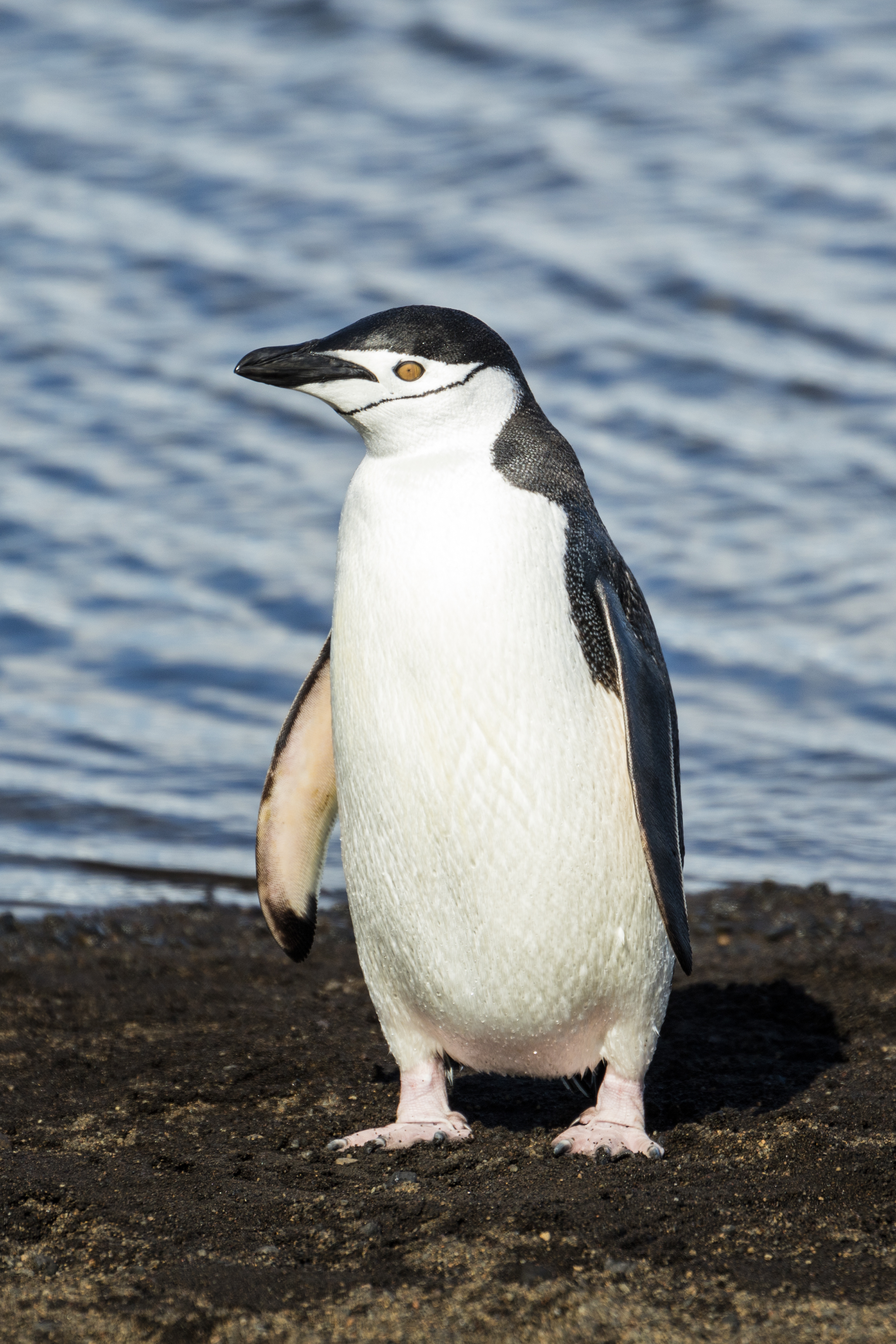
Tučňák uzdičkový
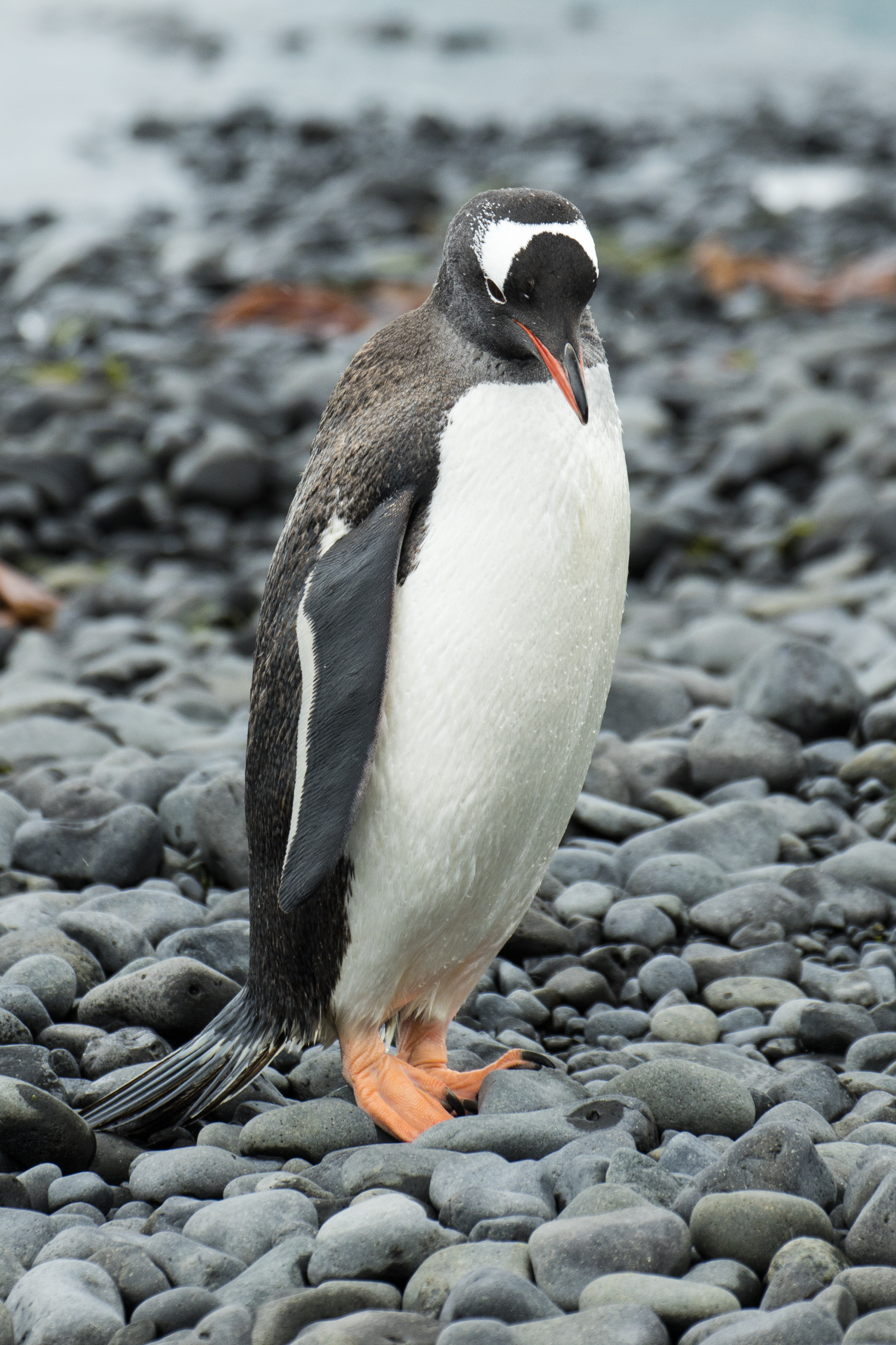
Tučňák oslí